# Michaił Tarnowski
Michaił Wasiliewicz Tarnowski, ros. Михаил Васильевич Тарновский (ur. w 1907 w Carskim Siole, zm. 18 stycznia 1946 r. w Poczdamie) – rosyjski emigrant, dowódca plutonu, a następnie zastępca dowódcy kompanii w batalionie gwardyjskim ROA, dowódca 1 Wschodniej Eskadry Lotniczej, dowódca 5 eskadry szkolno-treningowej i eskadry transportowej Sił Zbrojnych Komitetu Wyzwolenia Narodów Rosji.
W listopadzie 1920 r. jego rodzina ewakuowała się wraz z wojskami białych z Krymu do Gallipoli. Początkowo zamieszkała we Francji, zaś w 1922 r. przeniosła się do Czechosłowacji. W 1928 r. M. W. Tarnowski ukończył szkołę średnią, w 1931 r. – państwową szkołę lotniczą, zaś w 1934 r. – szkołę lotniczą w Paryżu. W 1932 r. uzyskał obywatelstwo czechosłowackie. Od lata 1934 r. był instruktorem lotniczym w aeroklubie w Pilźnie. W październiku 1937 r. wstąpił do Narodowego Związku Pracujących. Od 1940 r. pracował jako kontroler techniczny w przedsiębiorstwie lotniczym. Od czerwca do lipca 1941 r. był internowany przez władze Protektoratu Czech i Moraw. W sierpniu tego roku podjął współpracę z Niemcami, podejmując pracę w radiostacji „Winieta” w Berlinie. Od 1942 r. był lektorem i korektorem w  radiostacji „Fau”. W kwietniu wstąpił do Rosyjskiej Armii Wyzwoleńczej (ROA). Od maja tego roku służył w batalionie gwardyjskim ROA. Był w stopniu porucznika dowódcą plutonu, a następnie zastępcą dowódcy kompanii. Od września tego roku formował 1 Wschodnią Eskadrę Lotniczą w Prusach Wschodnich, stając w grudniu na jej czele w stopniu kapitana. Do czerwca 1944 r. przeprowadził 36 lotów bojowych. Został przez Niemców zdjęty z dowodzenia z powodu krytyki okupacyjnej polityki. Jesienią 1944 r. aktywnie uczestniczył w tworzeniu 1 pułku lotniczego Sił Zbrojnych Komitetu Wyzwolenia Narodów Rosji. Objął w stopniu majora funkcję oficera do specjalnych poruczeń przy sztabie gen. Wiktora I. Malcewa. W kwietniu 1945 r. został dowódcą 5 eskadry szkolno-treningowej i eskadry transportowej. 30 kwietnia tego roku wraz z resztą kadry oficerskiej lotnictwa Sił Zbrojnych KONR poddał się wojskom amerykańskiej 3 armii XII korpusu armijnego. Nie podlegał repatriacji do ZSRR, lecz – nie chcąc opuszczać swoich towarzyszy wojennych – z własnej woli w sierpniu 1945 r. został wydany Sowietom. Początkowo przebywał w obozie pod Cherbourgiem, a następnie został przewieziony do sowieckiej strefy okupacyjnej Niemiec. 26 grudnia tego roku został skazany na karę śmierci przez rozstrzelanie, wykonaną 18 stycznia 1946 r. W 1999 r. został zrehabilitowany.